# Lonchophylla orcesi
Lonchophylla orcesi (Albuja V, & Gardner, 2005) è un pipistrello della famiglia dei Fillostomidi endemico dell'Ecuador.

## Descrizione

### Dimensioni
Pipistrello di piccole dimensioni, con la lunghezza della testa e del corpo di 61 mm, la lunghezza dell'avambraccio di 47 mm, la lunghezza della coda di 11 mm, la lunghezza del piede di 14,8 mm, la lunghezza delle orecchie di 17 mm e un peso fino a 22 g.

### Aspetto
La pelliccia è di lunghezza media, morbida e si estende dorsalmente sulla prima metà dell'avambraccio. Le parti dorsali sono marroni chiare, più scure sulla testa e con la base dei peli biancastra, mentre le parti ventrali sono bruno-grigiastre con la base dei peli grigia. Il muso è lungo, con il labbro inferiore attraversato da un profondo solco longitudinale contornato da due cuscinetti carnosi e che si estende ben oltre quello superiore. La foglia nasale è lanceolata, ben sviluppata e con la porzione anteriore saldata al labbro superiore. Le orecchie sono corte, triangolari con l'estremità arrotondata e ben separate tra loro. Le ali sono attaccate posteriormente sulle caviglie. La coda è corta e fuoriesce con l'estremità dalla superficie dorsale delluropatagio. Il calcar è più corto del piede.

## Biologia

### Alimentazione
Si nutre di nettare e di qualche insetto.

## Distribuzione e habitat
Questa specie è conosciuta soltanto in una località della Provincia di Esmeraldas nell'Ecuador settentrionale.
Vive nelle foreste pluviali sub-tropicali a circa 1.200 metri di altitudine.

## Conservazione
La IUCN Red List, considerato che si tratta di una specie scoperta solo recentemente e ci sono ancora poche informazioni circa il suo areale, lo stato della popolazione, le minacce e i requisiti ecologici, classifica L.orcesi come specie con dati insufficienti (DD).